# 富河镇
富河镇是中国内蒙古自治区赤峰市巴林左旗下辖的一个建制镇。

## 行政区划
富河镇共辖以下地区：
加拉嘎村、乌兰坝村、横河子村、海力吐村、富河沟村、兴隆山村、沙那村、乌尔吉村、和平村、富河村。